# 山口いづみ (ファッションモデル)
山口 いづみ（やまぐち いづみ、1976年9月24日 - ）は、日本の女性ファッションモデル。神奈川県出身。IPSILON所属。

## 人物・来歴
- スカウトがきっかけで17歳のときにモデルデビュー。『プチセブン』『JUNIE』『non-no』などの雑誌をはじめ、ファッションショーやテレビCMに出演。
- 23歳のときにモデル業を休業してハワイへ語学留学する。8か月の滞在期間を経て帰国、仕事に復帰した。
- 趣味はフラメンコ。

## 出演

### 雑誌
- non-no
- プチセブン
- JUNIE
- MORE
- BAILA
- Luci
- UOMO
- LEE
- STORY

### 広告
- ESS パパウォッシュ
- ESS フレッシュベール
- マルイ「らくちんシリーズ」

### ショー
- LIMI feu

### CM
- 江崎グリコ 巻きスフレ（1997年）
- 江崎グリコ 巻きスフレ、ショコラトリュフ（1998年）
- 花王ヘルシアウォーター

### テレビ
- ナイナイサイズ!（2002年6月15日、日本テレビ）